# Francis Olivier Zimmermann
Pour les articles homonymes, voir Zimmermann.
Francis Zimmermann (né en 1942) est un anthropologue français spécialiste de l'Inde. Il est directeur d'études à l'EHESS à Paris.
En tant qu'indianiste, il associe la philosophie à l'anthropologie et à l'étude des textes sanskrits dans ses recherches dont les thématiques sont la société, la culture et la littérature malayalam du Kerala (Inde du sud), l'anthropologie cognitive et l'ethnoscience, l'anthropologie de la parenté, l'anthropologie médicale et l'histoire de la médecine et de la pharmacie ayurvédiques. Dans le cadre de la philosophie de l'esprit contemporaine, cultivée à partir de l'Inde et des doctrines hindoues et bouddhiques, il étudie d'une part le langage et la vive voix, d'autre part les rapports avec autrui dans le monde des vivants.